# Johanna Catharina Höhn
Johanna Catharina Höhn (* 15. April 1759 in Kottendorf; † 28. November 1783 in Weimar) war eine ledige Magd in Weimar, die ihr neugeborenes Kind tötete und dafür hingerichtet wurde. Ihr Fall war ein Kristallisationspunkt für die Debatte im Herzogtum Sachsen-Weimar-Eisenach zur Reform der Strafe bei Kindsmord. Außerdem entzündete sich daran nach dem späten Bekanntwerden in den 1920er Jahren eine anhaltende Kontroverse um die Diskrepanz zwischen Goethes Darstellung der Gretchentragödie im Faust und seiner Stellungnahme zur Todesstrafe bei Kindsmord im Verlauf des Verfahrens gegen Höhn.

## Leben

Bild einer Magd um 1700

Für das Leben der Johanna Catharina Höhn und die von ihr verübte Tat kann man sich nur auf wenige Quellen stützen, da sich viele Akten nicht erhalten haben. Es bleiben die Einträge in den Kirchenbüchern, die Urteilsbegründung des Schöppenstuhls, der Eintrag im Weimarer Totenbuch und die knappe Meldung zur Hinrichtung in den Weimarischen Wöchentlichen Anzeigen. Ihr Vater, Johann Friedrich Höhn (1723–1798), stammte aus einer alteingesessenen Tannrodaer Familie und war Hofmeister zu Kottendorf. 1751 heiratete er Christiana Sophie Leudolph. Das Paar hatte fünf Kinder, von denen nur drei, darunter Johanna, das Erwachsenenalter erreichten. Nach dem Tod Christiana Höhns heiratete der Vater noch zwei weitere Male. Aus diesen Ehen stammten sechs Halbgeschwister Johannas.
Johanna Catharina Höhn arbeitete als Magd in der Niedermühle in Weimar, eventuell bereits ab ihrem 14. Lebensjahr. Die Niedermühle (ab 1854 Karlsmühle genannt) war eine Getreide- und Ölmühle. Die Forschung hat ermittelt, dass in der Frühen Neuzeit Dienstmägde die Hauptgruppe der Kindsmörderinnen bildeten, was sich aus ihrer Situation ergab: Sie waren weitgehend ledig, im heiratsfähigen Alter, mussten arbeitsbedingt häufig den Ort wechseln, gehörten zur Unterschicht, hatten nur einen geringen Verdienst und lebten und arbeiteten gemeinsam mit den Knechten. Trotzdem gab es auch bei Dienstmägden, die zu Kindsmörderinnen wurden, große soziale Unterschiede.
1782 wurde die 23-jährige Johanna Höhn schwanger, über die Umstände und den Vater ist nichts bekannt. Anscheinend verdrängte sie ihre Schwangerschaft und bereitete sich nicht auf die Geburt und das Kind vor. Allerdings zeigte sie ihren Schwangerschaftsbauch eine Woche vor der Geburt ihrer Dienstherrin, die aber auch keine Vorkehrungen traf. Da das Verheimlichen einer Schwangerschaft unter Strafe stand, war dies relevant.
Nach acht Monaten Schwangerschaft gebar Höhn am 11. April 1783 um die Mittagszeit in ihrer Kammer einen Knaben. Sie war allein. Sie nabelte ihn nach einer Viertelstunde ab, stach dem Kind dreimal mit einem Messer in den Hals und begrub es im Stroh ihres Bettes. Stunden später wurde die Hebamme geholt – wohl von der Dienstfrau und ihrer Schwester –, der Höhn auf Nachfrage zeigte, wo das tote Kind verborgen war. Höhn wurde inhaftiert, das Weimarer Justizamt untersuchte den Fall.

## Reformdebatte und Verfahren gegen Johanna Catharina Höhn

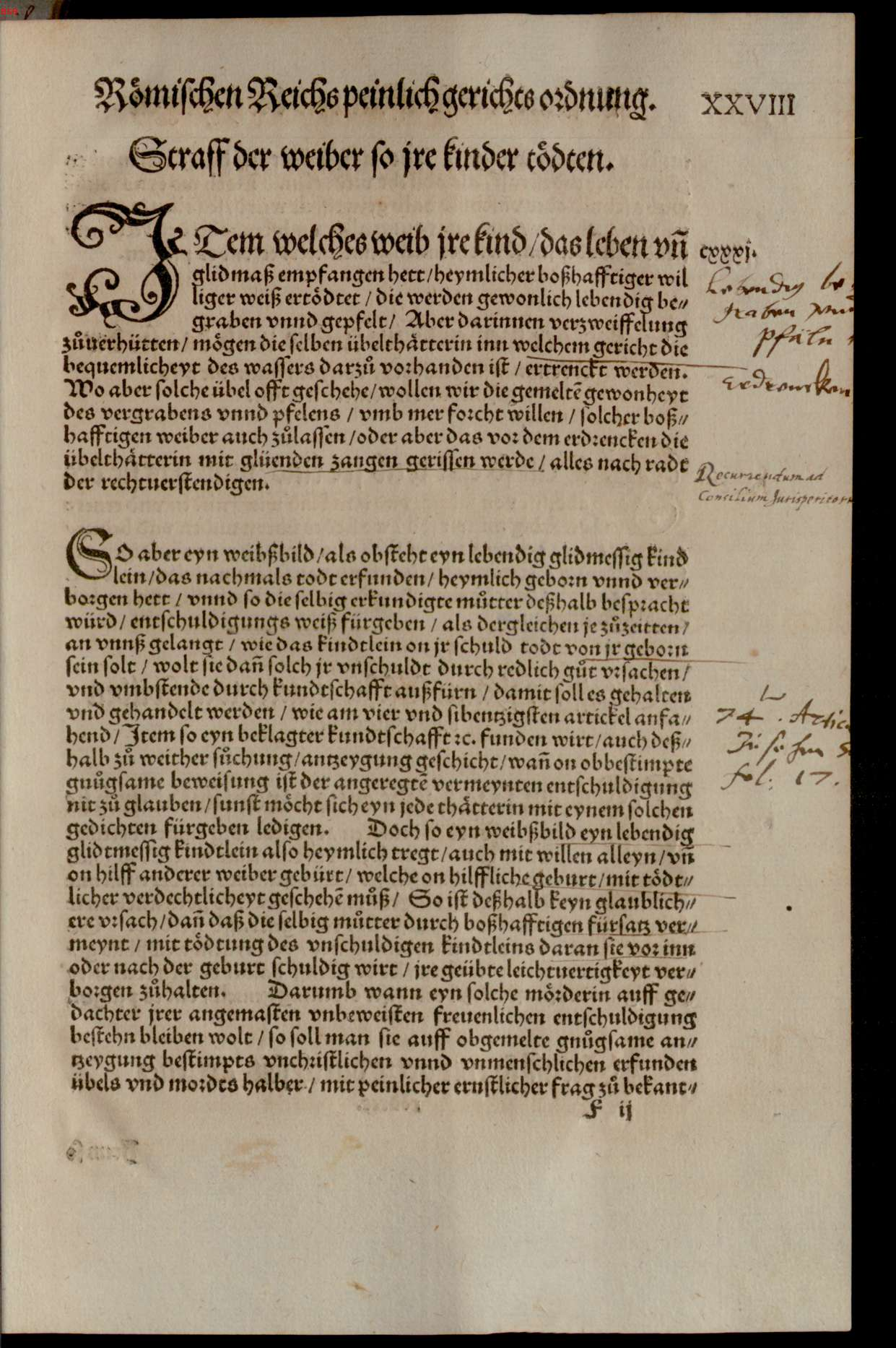
Constitutio Criminalis Carolina, Art. 131: „Straff der Weiber so ire Kinder tödten“ (Ausgabe von 1533)

### Frühere Kindsmordsfälle im Herzogtum Sachsen-Weimar-Eisenach und Reformdebatte
Im weiteren Verfahren verknüpfte sich der konkrete Fall mit der damaligen Reformdebatte um die Strafen für uneheliche Geburten (Kirchenbuße) und Kindsmorde. In der zweiten Hälfte des 18. Jahrhunderts galt noch immer die Halsgerichtsordnung Kaiser Karls V. (Constitutio Criminalis Carolina) aus dem Jahr 1532, wonach Kindsmörderinnen lebendig begraben, gepfählt oder ertränkt werden sollten. Zum Zeitpunkt des Falls Höhn lag laut Volker Wahl die letzte Hinrichtung einer Kindsmörderin in Weimar fast drei Jahrzehnte zurück (1753 Maria Gertraude Schmidt, welche Dienstmagd in der Lottenmühle war). 1774/75, noch während der Regentschaft von Herzogin Anna Amalia, war das Todesurteil einer Kindsmörderin in eine Zuchthausstrafe abgeändert worden (Fall der Catharina Elisabetha Warz). Doch noch laut Leonie Berger und Joachim Berger bzw. Marcus Ventzke gab es wohl doch im Zwischenraum dieser beiden Jahrzehnte vollstreckte Todesurteile, wenn auch nicht nur für Kindsmord.
Generell wurde die Kindstötung und die Reform der Strafgesetze für Kindesmörderinnen in der damaligen Zeit in den Ländern des Römisch-Deutschen Reichs lebhaft diskutiert. 1780 wurde die sogenannte Mannheimer Preisfrage – „Welches sind die besten ausführbaren Mittel dem Kindermord Einhalt zu thun?“ – ausgeschrieben, für die fast 400 Aufsätze eingereicht und etliche außerhalb des Preisausschreibens veröffentlicht wurden. Kein anderes Preisausschreiben der damaligen Zeit fand ein annähernd vergleichbares Echo. Zu den Reaktionen auf die Preisfrage gehörte auch ein 1781 anonym veröffentlichter Beitrag von Christian Gottlob Voigt aus Weimar. Voigt war zur ersten Fassung des Aufsatzes durch den am 11. Februar 1781 von Dorothea Altwein in Weimar verübten Kindsmord veranlasst worden. Noch vor dem Abdruck bekam Goethe diesen Aufsatz zur Kenntnis. Daraufhin verzichtete er auf eine „eigene Bearbeitung der Materie“, die er anscheinend beabsichtigt hatte. Der Herzog forderte bei Voigt den fertigen Aufsatz ebenfalls zur Lektüre an. Auch die Buchkäufe, die Carl August und Goethe zu dieser Zeit tätigten (u. a. Heinrich Wagners Stück Die Kindermörderinn sowie die Abhandlung von Jakob Völkersamen zu Strafen bei Kindsmord), belegen ihr lebhaftes Interesse an der Reformdebatte. Die erworbenen Schriften wandten sich gegen die Todesstrafe bei Kindsmord.
Der von Dorothea Altwein verübte Kindsmord war der Auslöser für einen ersten Reformversuch von Herzog Carl August. Altwein wurde zum Tod durch Ertränken verurteilt, was der Herzog in eine lebenslange Zuchthausstrafe umwandelte (sie wurde 1798 begnadigt). Der Herzog beauftragte die Weimarer Regierung, die Regelungen für die Verheimlichung von Schwangerschaften und die Kirchenbuße bei unehelichen Geburten zu überarbeiten. Diese Reformvorstöße verliefen zu diesem Zeitpunkt aber im Sande.

### Verfahren und Urteil

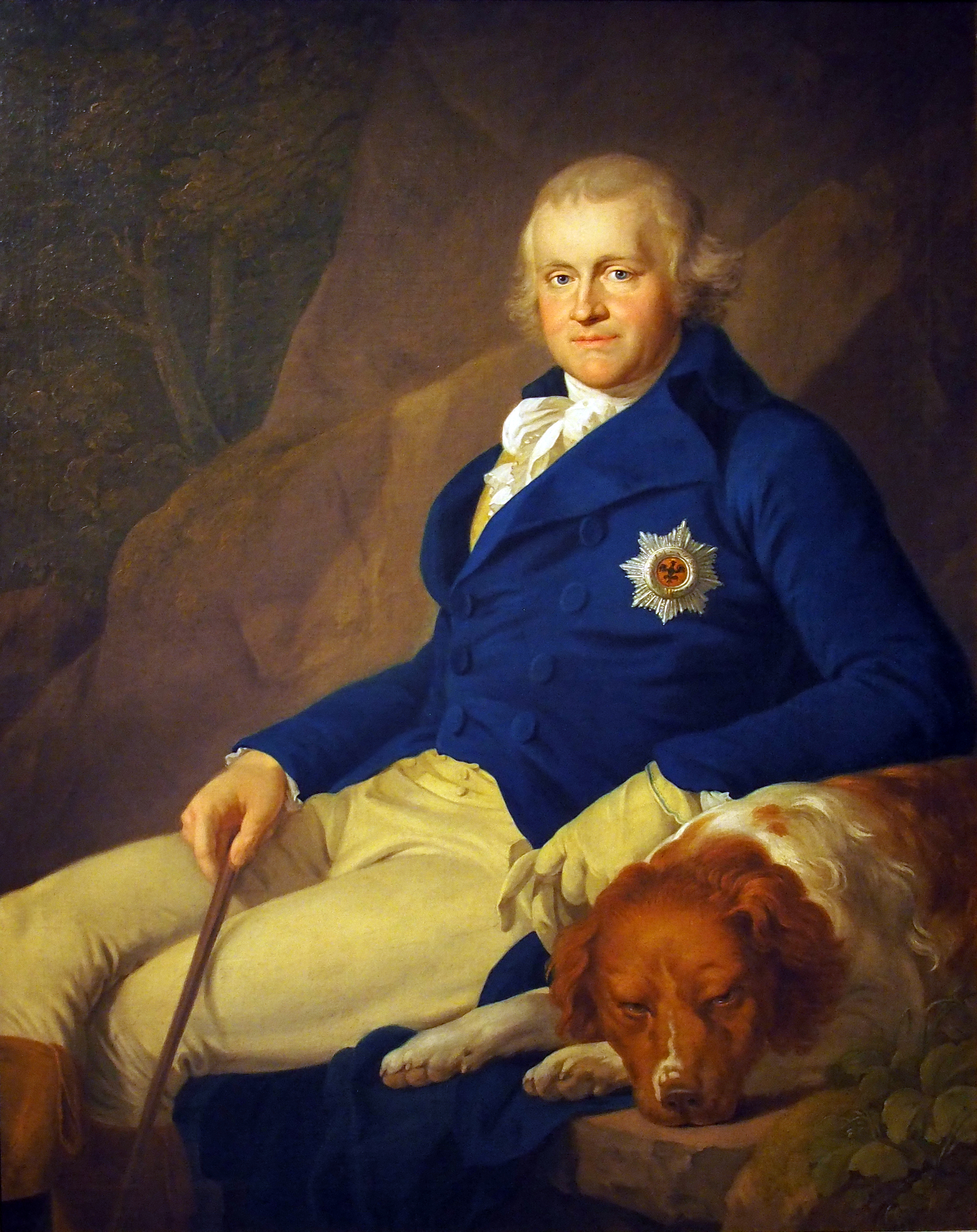
Carl August Herzog von Sachsen-Weimar und Eisenach (1796/97)

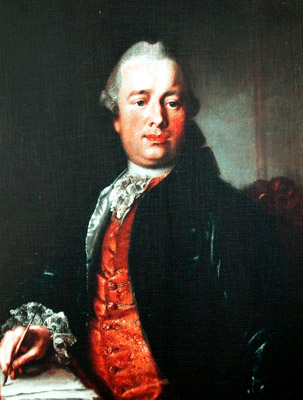
Jakob Friedrich von Fritsch

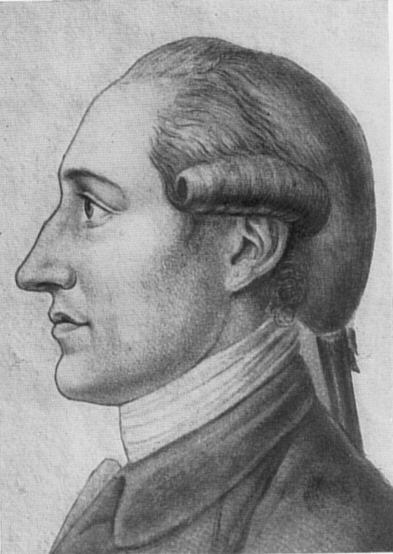
Johann Wolfgang von Goethe, Tuschzeichnung von Johann Heinrich Lips von 1779

In der Haft war Höhn verhört worden; die Niederschrift übergab das Justizamt an die Regierung in Weimar, die am 2. Mai den Landesherrn, Herzog Carl August, informierte. Die Regierung ersuchte den Herzog um die Entscheidung, ob die Spezialinquisition durchgeführt werden sollte. Hierzu besprach sich Carl August am 13. Mai mit dem Geheimen Consilium, einem seit 1756 bestehenden Gremium, das den Landesherrn bei allen ihm zur Entscheidung vorgelegten oder ihm ausschließlich vorbehaltenen Angelegenheiten beriet. Dem Geheimen Consilium gehörten die Geheimen Räte Jacob Friedrich Freiherr von Fritsch, Christian Friedrich Schnauß und – als jüngstes Mitglied – Johann Wolfgang Goethe an.
Die erste Vernehmung hatte bereits gezeigt, dass die Tat vorsätzlich erfolgte, womit sich die Todesstrafe schon früh abzeichnete. Beeinflusst von der aktuellen Reformdiskussion um die Bestrafung von Kindsmorden warf der Herzog bei dieser Gelegenheit die Frage auf, ob die Todesstrafe bei Kindsmord nicht durch eine wirksamere, weil abschreckendere, Bestrafung ersetzt werden könnte: Abschneiden des Haupthaares zur dauernden Schande, Stellung an den Pranger und öffentliche Geißelung, lebenslängliches Zuchthaus mit harter Arbeit, Wiederholung des Prangers und der öffentlichen Geißelung für Lebenszeit oder wenigstens eine Anzahl Jahre einmal oder mehrmals jährlich, insbesondere am Jahrestag des Kindsmordes. Die Regierung in Weimar wurde aufgefordert, zu dieser Idee Stellung zu beziehen. Die Entscheidung zur Spezialinquisition wurde derweil vertagt.
Die Stellungnahme wurde in Form von Einzelgutachten der Regierungsmitglieder am 26. Mai vorgelegt. Diese haben sich nicht erhalten, doch wird angenommen, dass die Regierungsmitglieder die Vorschläge des Herzogs mehrheitlich ablehnten. Die Stellungnahme der Regierung erörterte der Herzog am 3. Juni mit den Räten seines Geheimen Consiliums. Carl August ordnete nun die Spezialinquisition an, d. h. eine detaillierte Befragung, die im Fall Höhn ohne Folter erfolgte, sowie die Bestellung eines Verteidigers. Die Akten mit den Verhörergebnissen sowie der Verteidigungsschrift gingen am 16. September an den Schöppenstuhl an der Universität in Jena. Die Mitglieder des Schöppenstuhls befassten sich am 19. September mit den Akten. Am 25. September lag das schriftliche Urteil – Tod durch Enthauptung mit dem Schwert – mit Begründung vor, das die Regierung wiederum am 9. Oktober dem Herzog zur Konfirmation (Bestätigung oder Abänderung) übersandte.
Der Herzog ließ nun noch die Räte des Geheimen Consiliums zur Frage der Abänderung der Strafe bei Kindesmord Stellung beziehen, eine ungewöhnliche Maßnahme, da das Geheime Consilium normalerweise keine Rechtsgutachten zu Fragen des „peinlichen Rechts“ erstellte. Herzog Karl August sprach sich in seinem "Rescript" vom 13. Mai 1783 für die Abschaffung der Todesstrafe bei Kindesmord lediger Mütter und damit für die Begnadigung von Johanna Höhn aus. Von Fritsch und Schnauß sprachen sich am 25. und 26. Oktober beide, allerdings unterschiedlich deutlich, gegen die Änderungsvorschläge des Herzogs aus. Von Fritsch war eigentlich für die Beibehaltung der Todesstrafe, ging aber davon aus, dass die Abschaffung beschlossene Sache sei und trug diese Entscheidung mit. Er plädierte für die Milderung der drakonischen Zuchthausstrafe. Für Schnauß war die Todesstrafe die wirksamste Strafe, um Frauen vom Kindsmord abzuschrecken; er votierte entschieden für die Beibehaltung der Todesstrafe und für die Hinrichtung von Johanna Höhn. Goethe gab seine Stellungnahme mit Verzögerung in Form eines Aufsatzes am 4. November ab. Anders als die Gutachten von Fritsch und Schnauß hat sich dieser Aufsatz nicht erhalten. Von Goethe wurde nur sein amtliches Votum zu den Akten genommen:

„Da das Resultat meines unterthänigst eingereichten Aufsatzes mit beyden vorliegenden gründlichen Votis völlig übereinstimmt; so kann ich um so weniger zweifeln selbigen in allen Stücken beizutreten und zu erklären daß auch nach meiner Meinung rähtlicher seyn mögte die Todtesstrafe beyzubehalten.“

Da die Voten sowohl der Regierungsmitglieder als auch der Räte des Geheimen Consiliums sich für die Beibehaltung der Todesstrafe ausgesprochen hatten, sah der Herzog von der Umwandlung der Todesstrafe für Höhn in ein anderes Strafmaß ab. Er bestätigte das Urteil am 4. November und wies die Regierung an, es zu vollstrecken.

### Hinrichtung
Johanna Catharina Höhn wurde am 28. November 1783 vor dem äußeren Erfurter Tor, auf dem Galgenberg zwischen Weimar und Tröbsdorf, mit dem Schwert enthauptet. Ursprünglich sollte die Hinrichtung bereits am 25. November stattfinden, doch um Sicherheitsvorkehrungen zu treffen, wurde sie um drei Tage verschoben. Vor der Hinrichtung wurde ein zeremonielles Gerichtsverfahren, ein Schauprozess des Hochnotpeinlichen Halsgerichts, abgehalten. Ein Dokument mit der Handlungsanweisung dazu wurde 2006 entdeckt und 2008 veröffentlicht. Es wurde zehn Tage vor der Hinrichtung verfasst und beschreibt detailliert den Ablauf – den Aufbau des Richtplatzes, die Sitzordnung der Richter, die Anklage, Vernehmung und Verlesung des Urteils, die letzten Schritte von Johanna Höhn zur Richtbank bis hin zum Abgang aller Beteiligten nach der Enthauptung. Entsprechend diesen „Bühnenanweisungen“ sollte der Schauprozess auf einem Podium mit schwarzem Hintergrund, schwarz verhängtem Tisch und vierzehn schwarzen Stühlen für die Richter und Schöppen durchgeführt werden, geschützt von einer Miliz aus 200 Soldaten und Bauern. Die Amtspersonen würden morgens schwarz gekleidet in feierlicher Prozession von der Amtsstube zum Richtplatz ziehen. Während die gerichtliche Legitimität und Autorität formell festgestellt würde, würde die „arme Sünderin“ von Geistlichen begleitet zur rechten Seite des Scharfrichters geführt werden, der auch als „peinlicher Ankläger“ fungierte. Der Scharfrichter würde dann die Anklage verkünden:

„Herr Richter ich klage peinlich an zum erstenmahle, ich klage peinlich an zum andernmahle, ich klage peinlich an zum drittenmahle gegenwärtige arme Sünderin, Annen Catharinen Höhnin aus Tannroda, daß sie wieder das fünfte Geboth gehandelt, und das von ihr zur Welt gebohrne Kind vorsetzlich ermordet und um das Leben gebracht habe.“

Der Amtsschreiber sollte die Verurteilte detailliert befragen, ob sie das Kind am 11. April geboren und getötet hätte. Im Skript steht an dieser Stelle, es sei zu „verhoffen“, dass „die arme Sünderin jede Frage einzeln mit einem Ja! beantwortet“. Nach der kompletten Verlesung des Urteils würde dem Scharfrichter freies Geleit zugesichert und die Bevölkerung aufgefordert, Höhns Tod nicht am Scharfrichter zu rächen. Nach der Hinrichtung sind als letzte Worte der Beteiligten vom Skript vorgegeben:

„Scharfrichter: Habe ich recht gerichtet?

[Richter]: Du hast gethan, was Urthel und Recht mit sich gebracht.“

Es gibt keine Hinweise darauf, dass die tatsächliche Hinrichtung diesem Skript nicht gefolgt ist. Der Herzog selbst hatte Weimar am Hinrichtungstag gezielt verlassen. Auch der Schriftsteller Johann Joachim Christoph Bode reiste an dem Tag von Weimar nach Erfurt, um – wie er in einem Brief am Vortag schrieb – „einer hiesigen Köpferey einer Kindermörderinn aus zu weichen, indem es mir nicht als eine Strafe, sondern als ein Staatsmord vorkommt.“
Höhns Leichnam wurde in die Anatomie der Medizinischen Fakultät der Universität Jena übergeben, das übliche Vorgehen mit Hingerichteten. Der Leiter der Anatomie, Justus Christian Loder, beschwerte sich, Höhn sei im Gefängnis zu gut ernährt worden, so dass sie zu Demonstrationen weniger gut brauchbar wäre.

### Weitere Kindsmordsfälle 1783 im Herzogtum Sachsen-Weimar-Eisenach
Parallel zum langwierigen Verfahren gegen Johanna Höhn mussten sich die Behörden mit einem weiteren Kindsmord in Weimar beschäftigen. Am 4. April 1783, also einige Tage vor dem von Höhn verübten Kindsmord, tötete die ledige Dienstmagd Maria Sophia Rost ihr neugeborenes Kind, das sie nach der Tat versteckte. Sie wurde am 8. Mai verhaftet, der Leichnam am 10. Mai gefunden. Anders als Höhn gestand Rost die Tat nicht, Carl August genehmigte keine Befragung unter Folter. In ihrem Fall entschied der Herzog wegen des mangelnden Geständnisses am 19. Dezember auf eine lebenslange Zuchthausstrafe. Nach fünf Jahren wurde sie wegen guter Führung entlassen.
Zu einem weiteren Fall im Herzogtum im gleichen Jahr liegen nur unvollständige Akten vor. Sophia Catharina Seyfarth gebar am 21. Mai im Gebiet des Amts Ilmenau ein Kind, das nach ihren Angaben tot zur Welt kam. Auch in ihrem Fall entschied der Herzog gegen die Folter. Der weitere Verlauf des Verfahrens ist nicht bekannt, doch kann eine Todesstrafe ausgeschlossen werden, da sonst der Herzog wegen der Konfirmation angesprochen worden wäre.

## Rezeption

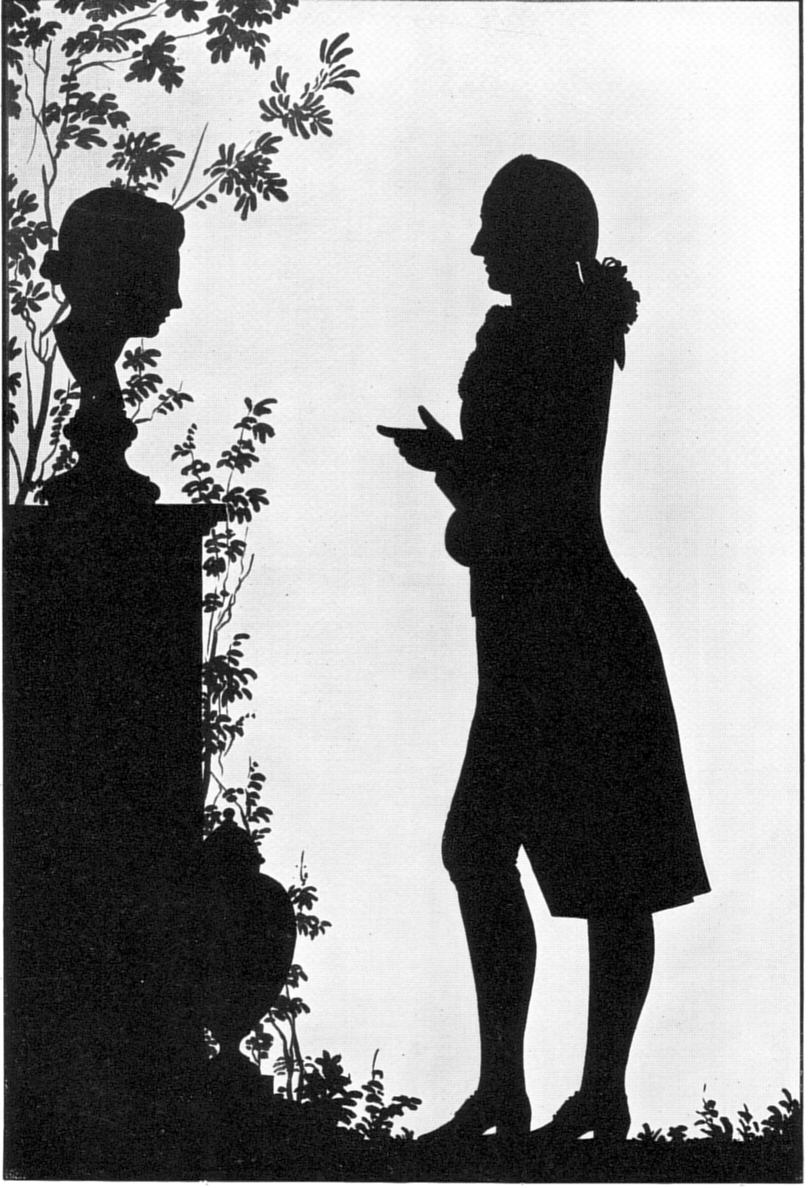
Johann Wolfgang von Goethe, vor einem Grabmal mit weiblicher Büste, Scherenschnitt um 1780

Goethe hatte der vergleichbare Fall der Susanna Brandt von 1772 dazu bewogen, die Tragödie um die Kindesmörderin Gretchen als zentrales Motiv in den Urfaust aufzunehmen, was in der Goethe-Forschung früh erwähnt und aufbereitet wurde. Goethes „vermeintlich inkriminierende Äußerungen“ zur Todesstrafe bei Kindsmord im Rahmen des Verfahrens um Höhn wurden aber erst im Laufe der 1920er Jahre bekannt. Zu Beginn der 1930er Jahre kam es deswegen zu einer ersten Kontroverse. Veröffentlichungen von Sigrid Damm und W. Daniel Wilson im Laufe der 1990er Jahre rückten die Geschehnisse wieder ins öffentliche Bewusstsein, woraufhin Bundespräsident Roman Herzog in einer Ansprache zu Goethes 250. Geburtstag darauf Bezug nahm. Die Kontroverse führte dazu, dass 2004 zwei Editionen mit Dokumenten um die Weimarer Kindsmordfälle und Goethes Beteiligung am Fall Höhn erschienen.

### Kontroverse in den 1930er Jahren
Bis in die 1920er Jahre war nur wenig über Goethes amtliche Tätigkeiten bekannt. Entsprechend wurden Goethes Ansichten zur Todesstrafe bei Kindsmord aus seinen fiktionalen Schriften abgeleitet. So argumentierte Julius Zeitler 1918 in einem Beitrag zur Todesstrafe im Goethe-Jahrbuch, dass Goethe für eine Milderung des strengen Rechts bei Kindesmörderinnen eingetreten sei. Erst Fritz Hartung zitierte 1923 Goethes Votum aus den Akten, ohne den Bezug zum Fall Höhn zu erwähnen. 1929 stellte Friedrich-Wilhelm Lucht in seiner Abhandlung zur Strafrechtspflege in Sachsen-Weimar-Eisenach den Zusammenhang her.
Erst mit einem Artikel von Karl Maria Finkelnburg 1931 im Berliner Tagblatt wurde Goethes Votum allgemein bekannt. Allerdings verstand er ein Zitat bei Lucht falsch und kritisierte, dass Goethes Votum nur aus den beiden Wörtern „auch ich“ bestanden hätte, was „formelhaft, ohne eine Silbe individualisierenden Eingehens auf den Fall“ gewesen sei. Zudem betonte er, dass Carl August reformfreudiger als Goethe sowie menschlicher gewesen sei. Das Goethe-Bild müsse korrigiert werden. Bei seiner Gedenkrede zum 100. Todestag Goethes am 18. März 1932 zeigte sich Thomas Mann erschüttert von Goethes Haltung gegenüber dem höhnschen Todesurteil und konstruierte eine Divergenz zwischen der dem Reich des „Ewigen“ zugeordneten Dichtung und dem irdischen Leben. Ein Gegenartikel von Erich Wulffen im gleichen Jahr wies auf Finkelnburgs „Auch-ich“-Missverständnis hin und veröffentlichte den vollen Text von Goethes Votum. Auch Wulffen argumentierte mit der „bürgerlichen Trennung von dichterischer und materieller Wirklichkeit“. Goethes Entwicklung als Dichter hätte gelitten, wenn er sich stärker für die Humanisierung des Strafrechts eingesetzt hätte.
Die Goethe-Gesellschaft reagierte 1936 mit einer Sammlung von Antworten auf häufige Anfragen an Goethe-Institute. Ihre Verteidigungslinie war dabei die Gültigkeit der Halsgerichtsordnung Karls V. und dass der Schöppenstuhl (nicht Goethe) das Todesurteil ausgesprochen hatte. Lion Feuchtwanger griff in seinem Exilroman Exil (1940) die Spaltung Goethes in den humanen Dichter und in den Politiker auf.

### Kontroverse ab den 1990er Jahren
In den folgenden Jahrzehnten wurde Goethes Verhalten immer wieder erörtert, aber erst mit Veröffentlichungen von Sigrid Damm 1998 und W. Daniel Wilson 1999 erreichte die Kontroverse wieder die allgemeine Öffentlichkeit. In ihrer Paarbiographie Christiane und Goethe wertete Damm die Akten zum Fall Höhn aus und konstatierte, dass Goethe für sich eine „Doppelexistenz“ definierte, Geist und Macht trennte und sich der „Illusion“ hingab, „Dichter und Politiker […] zugleich sein zu können.“ Der US-amerikanische Germanist W. Daniel Wilson monierte in seinem Buch Das Goethe-Tabu, dass die Faust-Forschung den Fall Höhn lange ignorierte, obwohl er für Teile der Gretchen-Tragödie, die nach dem Urfaust verfasst wurden, relevant sein könne. Zudem vertrat er die These, die Todesstrafe für Höhn sei in der Weimarer Bevölkerung umstritten gewesen. Die Weimarer Regierung habe erhebliche Vorsichtsmaßnahmen treffen müssen, um Unruhen zu verhindern, indem sie die Hinrichtung durch eine starke Miliz schützen ließ. Dass sich das Skript für das Halsgericht im Privatarchiv eines Bürgers befand, der also offenkundig großes Interesse am Fall Höhn zeigte, bestärkte Wilson 2008 noch in seiner Vermutung, dass die Todesstrafe in Weimar kontroverser war als bis dahin allgemein angenommen.
Der Freiburger Germanist Rüdiger Scholz forderte 2003 von der Goethe-Forschung: „Es geht darum, zu erklären, wie Goethes Verhalten zustande kam, welche Folgen es hatte und wie das Verhältnis zu den diskursiven und fiktionalen Werken zu verstehen ist.“ Scholz argumentierte aber auch moralisch. Er wies Goethe die „Schuld an der Hinrichtung von Johanna Höhn“ zu: „Daß er trotz der schon geschriebenen rührseligen Gretchen-Geschichte im realen Leben für die Beibehaltung der Todesstrafe und damit für die Hinrichtung von Johanna Höhn plädierte, paßt nicht zu dem Bild des großen Humanisten und Praktikers der Menschlichkeit.“ Wilson differenzierte dagegen, dass es nicht um die moralische Frage der Schuld ginge, sondern um Goethes Teil der Verantwortung dafür, dass die Todesstrafe bei Kindsmord beibehalten wurde, weshalb Höhn hingerichtet wurde.
In seiner Ansprache zum 250. Geburtstag Goethes am 14. April 1999 wies Bundespräsident Roman Herzog auf Goethes Votum hin und warnte vor einer Idealisierung Goethes:

„Fragwürdig ist manches, was über sein Leben nun deutlicher in den Blick gerät. Es war Goethe, Mitglied des Geheimen Consiliums des Herzogs Carl-August, der für die Vollstreckung der Todesstrafe an einer verzweifelten und von allen verlassenen Kindsmörderin plädierte – derselbe Goethe, der sich in seinem Faust, besonders in der Urfassung, so einfühlsam in das Schicksal einer solchen Frau versetzt hat.“

Damm, Wilson und Scholz wurde wiederum vorgeworfen, Goethes Einfluss auf das Urteil überzubewerten. Damm hätte Goethes Votum zum „Zünglein an der Waage“ stilisiert, doch die Entscheidung hätte der Herzog getroffen, wobei Goethe nur eine Stellungnahme von vielen beigetragen hätte, so der Germanist Wolfgang Wittkowski in einem Aufsatz über die „Hexenjagd auf Goethe“. Die Stellungnahmen hätten sich zudem nicht auf das Urteil, sondern auf die generelle Änderung des Strafmaßes bezogen, so der Jurist und Goetheforscher René Jacques Baerlocher. Wittkowski und Baerlocher argumentierten zudem, Goethe habe sich mit der Todesstrafe im Vergleich zu Carl Augusts Alternativvorschlag für die mildere Strafe entschieden. Auf die Frage der Integration des höhnschen Falls in die Faust-Forschung gingen die Apologeten Goethes nicht ein.
Das Votum des Geheimen Rats Jakob Friedrich von Fritsch erwies sich als offen für unterschiedlichste Interpretationen. Volker Wahl, Direktor des Thüringischen Hauptstaatsarchivs Weimar und Herausgeber einer der beiden Quellen-Editionen zum Fall Höhn, beschrieb es als „vorsichtiger und mehr taktierend“ (im Vergleich zu Schnauß’ Votum), doch eindeutig gegen den Alternativvorschlag des Herzogs formuliert. Scholz und Wilson sahen dies durchaus auch so, leiteten aber insbesondere aus dem ersten und letzten Absatz von Fritschs Votum zwei wichtige Punkte ab. Im ersten Absatz zeigte sich von Fritsch ihrer Meinung nach überzeugt davon, dass der Herzog sich fast endgültig auf die Abschaffung der Todesstrafe festgelegt hatte. Im letzten Absatz schlug von Fritsch dem Herzog vor, für Kindesmord keine einheitliche Strafe festzulegen, sondern nur im Einzelfall zu entscheiden. Die beiden Kritiker schlussfolgerten daraus, dass von Fritsch die Absicht des Herzogs mittrug, wenn auch entgegen seiner persönlichen Überzeugung. Wenn dies zuträfe, dann hätten die Räte des Geheimen Consiliums Carl August mit ihren Voten von seiner ursprünglichen Absicht abgebracht. Goethes Mitverantwortung für die letztendliche Entscheidung des Landesherrn wäre also größer.
Damm hatte die Voten von Fritsch und Schnauß als diametral zueinander gelesen, was im Widerspruch dazu stand, dass Goethe sich in seinem Votum als völlig übereinstimmend mit den Stellungnahmen der beiden bezeichnet hatte. Sie unterstellte ihm, die Voten der beiden gar nicht gelesen zu haben, und beschrieb Goethes kurzes Votum als „das Ergebnis zerstreuten Hinschauens, wie ein kleiner Unfall im Schlendrian der Geschäffte“. Damm war schockiert von der „Lässigkeit, mit der er […] sein Ja zur Todesstrafe gibt“. Baerlocher bezeichnete Damms Biographie daraufhin verächtlich als „Eheroman“. Wilson stimmte Damm in diesem spezifischen Punkt nicht zu, verteidigte ihr Buch jedoch als „gut recherchiert“.

### Weitere Rezeption des Falls Johanna Catharina Höhn
Die Germanistin Susanne Kord, die die Debatte um Goethes Beteiligung am Höhn'schen Verfahren als „unwesentlichen Streit“ bezeichnete, interessierte die Handschrift mit der Handlungsanweisung für den Schauprozess wegen seines „Doppellebens als legales und literarisches Dokument“. Die Hinrichtung sei nicht nur im übertragenen Sinne „dramatisch“ gewesen, sondern sogar teilweise als Drama inszeniert worden. Die dramatischen Aspekte des Hinrichtungsskripts seien ebenso prominent wie die anderer Bühnenwerke des 18. Jahrhunderts. Wie das Drama im 18. Jahrhundert generell sollte das Halsgericht – den Horaz’schen Anforderungen entsprechend – belehren und ergötzen. Öffentliche Hinrichtungen dienten generell der Schaulust. Die Belehrung des höhnschen Halsgerichts richtete sich – wie die „markerschütternde Zerknirschung“ der Kindsmörderin auf dem Schafott in zeitgenössischen literarischen Darstellungen – an junge Frauen und Mädchen. Die im historischen Dokument beschriebene Zurschaustellung der Schuldigen, ihr angenommenes öffentliches Geständnis entspreche dem literarischen Diskurs der Zeit. Die moralische Wirkung konnte ein solches „Schauspiel“ aber nur entfalten, wenn sich die Kindsmörderin auf dem Schafott an die „Etikette“ hielt, die soziale Übereinkunft angemessenen Verhaltens bei der Hinrichtung. Die in der zeitgenössischen Literatur herausgestellte „reuevolle Schuldakzeptanz“ und „Todeswilligkeit“ der Täterin stellten „Männerphantasien“ dar, wie es bereits Germaine Groetzinger analysiert hat. Tatsächlich scheinen sich die meisten Frauen in ihr Schicksal ergeben zu haben, doch Kord führt einen Fall von 1849 an, bei dem sich die verurteilte Mörderin wehrte und bis zum letzten Moment um ihr Leben kämpfte. In diesem Fall konnte das Schauspiel, da seiner Würde beraubt, die Moral nicht erbaulich veranschaulichen. Rüdiger Scholz vertrat 2013 in seinem Aufsatz „Edel sei der Mensch – und strafe. Goethes Aufsatz zur Beibehaltung der Todesstrafe für Kindesmörderinnen“, die These, dass der Mittelteil von Goethes 1783, zur Zeit des Höhn-Verfahrens, geschriebenes und veröffentlichtes Gedicht „Edel sei der Mensch“ ein Plädoyer für die Beibehaltung der Todesstrafe und damit für die Hinrichtung von Johanna Höhn sei.
2009 erschien der Roman Goethes Hinrichtung von Victor Glass, der sich mit dem Fall Höhn befasste.

### Allgemein
- Susan Geißler: „Nach bosen Wercken folgt boser Lohn“ – Das Weimarer Richtschwert von 1623. In: Weimar-Jena: Die große Stadt – Das kulturhistorische Archiv. 5 (3), 2012, S. 191–199.
- Susanne Kord: Murderesses in German writing, 1720–1860: heroines of horror. Cambridge studies in German. Cambridge University Press, New York 2009. Insbesondere Kapitel Shame: Child killers (S. 121–153) und The end: the etiquette of execution (S. 187–219).
- Susanne Kord: Etikette oder Theater? Kindsmörderinnen auf dem Schafott. In: Gaby Pailer, Franziska Schössler (Hrsg.): GeschlechterSpielRäume. Dramatik, Theater, Performance und Gender (= Amsterdamer Beiträge zur neueren Germanistik. Bd. 78). Rodopi, Amsterdam 2011.
- W. Daniel Wilson: The ‘Halsgericht’ for the Execution of Johanna Höhn in Weimar, 28 November 1783. In: German Life and Letters. 61 (1), 2008, S. 33–45.

### Beiträge zur Kontroverse in den 1930ern (chronologisch)
- Fritz Hartung: Das Großherzogtum Sachsen unter der Regierung Carl Augusts 1775–1828. Böhlau, Weimar 1923. Insbesondere Kapitel Die Rechtspflege, S. 105–120.
- Friedrich-Wilhelm Lucht (1929): Die Strafrechtspflege in Sachsen-Weimar-Eisenach unter Carl August (= Beiträge zur Geschichte der deutschen Strafrechtspflege. Bd. 1). Gruyter, Berlin 1929. Insbesondere Kapitel Das materielle und formelle Strafrecht, S. 30–50.
- Karl Maria Finkelnburg: „Auch ich…“ Kindesmordjustiz und Strafrecht unter Goethe. In: Berliner Tagblatt. 5. April 1931 (1. Beiblatt).
- Thomas Mann: Goethe als Repräsentant des bürgerlichen Zeitalters. In: Die neue Rundschau. 43 (1932), S. 434–462.
- Erich Wulffen: Bekanntes und Unbekanntes über Goethe als Kriminalisten. In: Dresdner Anzeiger. Wissenschaftliche Beilage. 29. März 1932.
- Alfred Wieruszowski: Goethe und die Todesstrafe. In: Juristische Wochenschrift. (12), S. 842–845.
- Willy Flach: Goethe und der Kindesmord. In: Das Thüringer Fähnlein. Monatshefte für die mitteldeutsche Heimat. 3, 1934, S. 599–606.
- Hans Wahl: Antworten auf häufige Anfragen bei den Goethe-Instituten. In: Goethe. Vierteljahresschrift der Goethe-Gesellschaft. Neue Folge 1, 1936, S. 74–75.
- Lothar Frede: Kindesmord und Kirchenbuße bei Goethe. In: Zeitschrift für die gesamte Strafrechtswissenschaft. 78 (3) 1966, S. 420–431.

### Beiträge zur Kontroverse ab den 1990ern (chronologisch)
- W. Daniel Wilson: Zum Dichten geboren, zum Spitzeln bestellt. In: Die Zeit 30. Dezember 1994. S. 28.
- Sigrid Damm: Christiane und Goethe. Eine Recherche. Insel : Frankfurt am Main 1998. S. 81–97.
- W. Daniel Wilson (1999): Das Goethe-Tabu. Protest und Menschenrechte im klassischen Weimar. München : Deutscher Taschenbuch Verlag. S. 7–8.
- Hans-Jürgen Schings (1999): Anschwellende Kaderakte für einen Klassiker. In: Frankfurter Allgemeine Zeitung 1. April 1999. S. 49.
- twz (1999): Goethe, so fern. In: Frankfurter Allgemeine Zeitung 16. April 1999. S. 41.
- W. Daniel Wilson (1999): Wie Weimars Geheimräte Menschenhandel trieben (Leserbrief). In: Frankfurter Allgemeine Zeitung 24. April 1999. S. 49.
- Günther Baum (1999): Für Goethes Chefankläger eine ausgemachte Sache (Leserbrief). In: Frankfurter Allgemeine Zeitung 29. April 1999. S. 11.
- Katharina Mommsen (1999): Goethe und unsere Zeit. In: Goethe-Jahrbuch 116. S. 27–40.
- René Jacques Baerlocher (2002): Anmerkungen zur Diskussion um Goethe, Todesstrafe und Kindesmord. In: Goethe-Jahrbuch 119. S. 207–217.
- Wolfgang Wittkowski (2002): Hexenjagd auf Goethe. November 1783: Hinrichtung einer Kindsmörderin und ‘Das Göttliche’. In: Oxford German Studies 31 (1). S. 63–102.
- Rüdiger Scholz (2003): Goethes Schuld an der Hinrichtung von Johanna Catharina Höhn. In: Goethe-Jahrbuch 120. S. 324–331.
- René Jacques Baerlocher (2003): „Goethes Schuld an der Hinrichtung von Johanna Catharina Höhn“? In: Goethe-Jahrbuch 120. S. 332–339.
- Jens Bisky (2003): Am Pranger. Von der Humanität des Hinrichtens: Goethe und die Kindsmörderin. In: Süddeutsche 8. August 2003. S. 14.
- Volker Wahl (Hrsg.) (2003): Willi Flach (1903–1958). Beiträge zum Archivwesen, zur thüringischen Landesgeschichte und zur Goetheforschung. Veröffentlichungen aus thüringischen Staatsarchiven Bd. 9. Weimar : Böhlau. Diese Edition druckte u. a. mehrere Veröffentlichungen Willi Flachs zu Goethe und Johanna Catharina Höhn aus den Jahren 1934 und 1948 erneut ab.
- Günter Jerouschek (2004): Skandal um Goethe? In: Goethe-Jahrbuch 121. S. 253–260.
- Volker Wahl (Hrsg.) (2004): „Das Kind in meinem Leib“. Sittlichkeitsdelikte und Kindsmord in Sachsen-Weimar-Eisenach unter Carl August. Eine Quellenedition 1777–1786. Veröffentlichungen aus thüringischen Staatsarchiven Bd. 10. Weimar : Böhlau.
- Rüdiger Scholz (Hrsg.) (2004): Das kurze Leben der Johanna Catharina Höhn. Kindesmorde und Kindesmörderinnen im Weimar Carl Augusts und Goethes. Die Akten zu den Fällen Johanna Catharina Höhn, Maria Sophia Rost und Margarethe Dorothea Altwein. Würzburg : Königshausen & Neumann.
- Rüdiger Scholz (2005): Entgegnung zu Günter Jerouschek: Skandal um Goethe? In: GJb 2004, S. 253-260. In: Goethe-Jahrbuch 122. S. 328–329.
- Günter Jerouschek (2005): Erwiderung auf Rüdiger Scholz. In: Goethe-Jahrbuch 122. S. 330–333.
- Karl Otto Conrady (2007): Goethes Gedicht „Edel sei der Mensch“ im Schatten eines Todesurteils. In: Peter Hanau / Johannes Neyses (Hrsg.): Engagierte Verwaltung für die Wissenschaft: Festschrift für Johannes Neyses, Kanzler der Universität zu Köln, zum 60. Geburtstag. Köln : Universitäts- und Stadtbibliothek. S. 39–54.
- Günter Jerouschek: Skandal um Goethe? Zu Goethes Beteiligung am Todesurteil gegen die Kindsmörderin Johanna Catharina Höhn. In: Neue juristische Wochenschrift 60 (10) 2007. S. 635–639.
- W. Daniel Wilson (2008): Goethe, His Duke and Infanticide: New Documents and Reflections on a Controversial Execution. In: German Life and Letters 61 (1). S. 7–32.
- Rüdiger Scholz (2008): Goethes Schuld an der Hinrichtung von Johanna Catharina Höhn. In: Neue juristische Wochenschrift 61 (11). S. 711–713.
- Alexander Košenina: Staatsmord statt Strafe. Neue Dokumente zur Hinrichtung der Johanna Höhn. In: Frankfurter Allgemeine Zeitung 21. April 2008. S. 42.
- Volker Wahl: Souveräne Entscheidung des Herzogs (Leserbrief). In: Frankfurter Allgemeine Zeitung 5. April 2008. S. 10.
- W. Daniel Wilson: Goethe schwamm gegen den Strom (Leserbrief). In: Frankfurter Allgemeine Zeitung 31. Mai 2008. S. 38.
- Volker Wahl (2012): „Du hast gethan, was Urthel und Recht mit sich gebracht“ – Das “Hochnotpeinliche Halsgericht” über die Kindsmörderin Johanna Catharina Höhn. In: Weimar-Jena: Die große Stadt – Das kulturhistorische Archiv 5 (3). S. 200–219.
- Rüdiger Scholz: Edel sei der Mensch – und strafe. Goethes Aufsatz zur Beibehaltung der Todesstrafe für Kindesmörderinnen, in: Colloquia Germanica 43, Heft 4, 2010, erschienen 2013, S. 285–293.